# Kari Aronpuro
Kari Kalervo Aronpuro (Tampere, 30 giugno 1940) è un poeta finlandese.
Originario di Tampere, si avvicina alla poesia leggendo Ezra Pound e Walt Withman, la cui opera incontra presso la biblioteca locale.
L'amicizia degli anni del liceo con Eeva-Liisa Manner lo mette in contatto con il modernismo finlandese, e la sua formazione letteraria prosegue all'interno del circolo di Mikko Mäkelä. Pubblica la sua prima raccolta nel 1964, ricevendo il premio "J. H. Erkko" per autori esordienti. Autore prolifico, da quella data la sua presenza rimane costante nel panorama poetico finlandese per cinque decenni. Al termine dei suoi studi universitari trova impiego come bibliotecario, professione che non abbandonerà fino alla pensione.
La sua opera giovanile è segnata dall'influsso dell'ideologia maoista, e anche in seguito l'autore manterrà un vivo impegno politico pur manifestato con compostezza e sottile ironia. L'interesse per la semiotica giunge negli anni '70 e corrisponde ad una nuova fase nella sua produzione poetica.
La sua opera, che consta di 21 raccolte, è stata parzialmente tradotta in dieci lingue, in gran parte inedita in italiano.
| Controllo di autorità | VIAF (EN) 34433236 · ISNI (EN) 0000 0000 7831 6815 · LCCN (EN) n80086418 · GND (DE) 119025086 · BNF (FR) cb12258357j (data) |